# Ignacia Fernández
María Ignacia Fernández Gatica (Santiago, 31 de julio de 1973) es una socióloga, académica y política chilena. Entre marzo de 2023 y mayo de 2025 se desempeñó como Subsecretaria de Agricultura de su país, bajo el gobierno del presidente Gabriel Boric.

## Formación
Realizó sus estudios superiores en sociología en la Pontificia Universidad Católica de Chile. También es máster en Ciencia Política por la Universidad de Chile y doctora en Sociología por la Universidad de Barcelona.

## Trayectoria profesional
Inició su trayectoria profesional como asistente de investigación en la Corporación de Estudios para Latinoamérica CIEPLAN, y en la consultora Asesorías para el Desarrollo. Durante el primer gobierno de Michelle Bachelet se desempeñó como Jefa de la División de Políticas y Estudios de la SUBDERE, dependiente del Ministerio del Interior. En dicho rol, participó en el proceso de instalación de las regiones de Los Ríos y Arica Parinacota, promoviendo la generación de las primeras estrategias regionales de desarrollo de estas regiones. Entre 2010 y 2023 trabajó en el Centro Latinoamericano para el Desarrollo Rural (RIMISP), primero como investigadora principal y luego como su Directora Ejecutiva, entre 2015 y 2021.
Durante la segunda administración de Bachelet fue miembro de la Comisión Asesora Presidencial para la Descentralización y el Desarrollo Regional y asesora de la Dirección de Presupuestos del Ministerio de Hacienda. Paralelamente ha ejercido como académica de la Universidad de Los Lagos, la Universidad Diego Portales y en el Magíster en Gestión y Políticas Públicas del Departamento de Ingeniería Industrial de la Facultad de Ciencias Físicas y Matemáticas de la Universidad de Chile.
También ha sido consultora para múltiples organismos internacionales, como el Banco Mundial, Banco Interamericano de Desarrollo, Organización de las Naciones Unidas para la Alimentación y la Agricultura (FAO) y Fondo Internacional de Desarrollo Agrícola.